# Рона-и-Луара
Ро́на-и-Луа́ра — бывший французский департамент, существовавший в 1790—1793 годах.

## Создание
Рона-и-Луара был одним из 83 департаментов, первоначально созданных во время Великой французской революции законом от 22 декабря 1789 года, вступившим в силу с 4 марта 1790 года. Название он получил по протекавшим в его пределах двум Великим рекам Франции: Роне и Луаре.

## Территория
Департамент был образован в границах, очень близким к границам существовавшего при Старом порядке Лионского генералитета, в свою очередь состоявшего из провинций Лионне, Божоле и Форе. Департамент был во многом лимитирован естественными границами: горами Центрального массива на западе, течением рек Роны на востоке и Соны на севере.
Департамент подразделялся на 6 дистриктов:
- Лион городской
- Лион сельский
- Вильфранш
- Монбризон
- Роан
- Сент-Этьен

## Разделение
Среди мер, предпринятых Национальным конвентом после подавления Лионского восстания 1793 года, было решение от 12 августа 1793 о разделение департамента Рона-и-Луара на 2 части. Актом от 2 брюмера года II (19 ноября 1793) было законодательно оформлено разделение департамента на следующие департаменты:
- Рона с центром в Лионе
- Луара с центром в Фёре (с 1795 — в Монбризоне, с 1856 – в Сент-Этьене)